# Speed (gruppo musicale giapponese)
Le Speed sono un gruppo musicale femminile dance giapponese originario di Okinawa. Il gruppo si è formato nell'agosto 1996 e ha avuto successo immediato, vendendo venti milioni di copie tra singoli e album in poco meno di quattro anni. Nel marzo 2000 la band si è sciolta. Nel novembre 2008 si è ufficialmente ricostituita.

## Formazione
- Hitoe Arakaki - voce, batteria, sassofono
- Takako Uehara - voce, piano
- Eriko Imai - voce, piano, chitarra
- Hiroko Shimabukuro - voce

## Discografia
Album studio
- 1997 - Starting Over
- 1998 - Rise
- 1999 - Carry On My Way
- 2003 - Bridge
- 2012 - 4 Colors

Altri album
- 1998 - Moment
- 2000 - Speed the Memorial Best 1335days Dear Friends 1
- 2000 - Speed the Memorial Best 1335days Dear Friends 2
- 2001 - Speed Memorial Live "One More Dream" + Remix
- 2004 - Best Hits Live: Save the Children Speed Live 2003
- 2009 - Speedland: The Premium Best Re Tracks

Singoli (lista parziale)
- 1997 - Go! Go! Heaven
- 1997 - White Love
- 1998 - My Graduation
- 1998 - Alive
- 1998 - All My True Love